# Itoplectis tunetana
Itoplectis tunetana är en stekelart som först beskrevs av Otto Schmiedeknecht 1914.  Itoplectis tunetana ingår i släktet Itoplectis och familjen brokparasitsteklar. Inga underarter finns listade i Catalogue of Life.